# Sirius B
Sirius B è il dodicesimo album in studio del gruppo musicale svedese Therion, pubblicato il 24 maggio 2004 dalla Nuclear Blast.
È stato realizzato contemporaneamente a Lemuria.

## Il disco
Il disco si apre con la luciferina The Blood of Kingu potente e veloce.
La seconda traccia invece ci porta nell'antico Egitto con i classici stilemi metal.
La terza traccia invece ci conduce nei meandri oscuri della mente del monaco russo Rasputin; con Dark Venus Persephone ci trasferiamo nell'Olimpo, anzi per essere più precisi iniziamo insieme a Persefone la calata negli inferi.
L'album procede con una canzone divisa in due parti dove spicca la vena progressiva della band con la batteria campionata, affiancata ai bellissimi cori melodici e alla splendida voce di Piotr Wawrzeniuk. Buona anche la seguente traccia che ci fa sentire grazie alla musica il mondo onirico e meraviglioso di Punt. Meno riuscito, invece, il brano Melek Taus dedicato a Melek Taus, il dio pavone (una divinità dello Yazidismo, religione di derivazione islamica diffusa tra i curdi).
Secondo i giornalisti Vitolo e Lazzati,, tra i punti di forza del disco Call of Dagon, dove si ritrovano in chiave symphonic metal le ispirazioni lovecraftiane della loro prima produzione death metal come la suite Cthulhu contenuta in Beyond Sanctorum e similitudini con Eternal eclipse of frost dei Dunwich. Pezzo che definiscono quasi una colonna sonora non ufficiale del film Dagon - La mutazione del male.
Sirius B narra di una tribù dell'Africa, i Dogon, che sono a conoscenza della stella gemella di Sirius, Sirio B, secondo alcuni grazie a degli alieni. L'album si chiude con la potente e veloce sia pur con il cantato lirico viaggio di Gurdjieff.

## Tracce
1. The Blood of Kingu – 5:45
2. Son of the Sun – 5:35
3. The Khlysti Evangelist – 5:38
4. Dark Venus Persephone – 4:02
5. Kali Yuga Part 1 – 3:27
6. Kali Yuga Part 2 – 5:48
7. The Wondrous World of Punt – 7:19
8. Melek Taus – 5:31
9. Call of Dagon – 4:14
10. Sirius B – 3:43
11. Voyage of Gurdjieff (the Fourth Way) – 5:56

## Formazione
Gruppo
- Christofer Johnsson - chitarra, mandolino (traccia 7)
- Kristian Niemann - chitarra, mandolino (traccia 7)
- Johan Niemann - basso, mandolino (traccia 7)

Altri musicisti
- Richard Evensand - batteria, gong (traccia 7)
- Steen Rasmussen - organo Hammond
- Lars Somod Jensen - organo (traccia 7)
- Mats Levén - voce (traccia 1, 3 e 6)
- Piotr Wawrzeniuk - voce (traccia 4, 5 e 8)

Voci soliste
- Anna-Maria Krawe - soprano (traccia 2, 4, 7, 8 e 9)
- Jana Binova-Koucka - soprano (traccia 3 e 5)
- Ulrika Skarby - contralto (traccia 2, 4 e 8)
- Tomáš Černý - tenore (traccia 3, 5, 7, e 11)
- Jaromir Belor - basso (traccia 7)
- Michael Schmidberger - basso (traccia 4)

Solisti Classica
- Jitka Tomsickova - oboe
- Petra Cermakova - corno